# 쓰모촌
쓰모촌(都茂村)은 시마네현 미노군에 있던 촌이다. 현재의 마스다시에 해당한다.